# Núria Camón
Núria Camón (Terrassa, 3 maart 1978) is een hockeyspeler uit Spanje.
Camón speelde drie maal voor Spanje op de Olympische Zomerspelen.
Op de Olympische Zomerspelen van 2000 behaalde ze met het Spaanse team de vierde prijs, en eindigde daarmee net buiten de medailles. Vier jaar later, op de Olympische Zomerspelen in 2004 behaalde het Spaanse team de tiende plaats. Op de Olympische Zomerspelen in 2008 behaalde Camón de zevende plaats.
In 2002 en 2010 speelde Camón op het Wereldkampioenschap hockey.